# For Every Heart
For Every Heart è stato il primo album della cantante ucraina Jamala, pubblicato il 23 marzo 2011.

## Tracce
Testi di Tetjana Skubaševska (eccetto dove indicato), musiche di Susana Džamaladinova (eccetto dove indicato).
1. For Every Heart – 3:38
2. One More Try – 4:19
3. You Are Made Of Love – 3:57
4. It's Me, Jamala – 3:19
5. Alas – 4:37
6. In My Shoes – 3:34
7. Without You – 5:00
8. Sing It Out – 3:43
9. Find Me – 4:39
10. I See You Every Night – 3:26
11. Pengereden (in lingua tatara di Crimea) – 3:01 (Tradizionale)
12. Smile – 3:12
13. History Repeating (Traccia bonus) – 3:15 (Alex Gifford)
14. Маменькин сынок (Traccia bonus in lingua russa) – 3:31 (Dmytro Klimašenko)
15. Верше, мій верше (Traccia bonus in lingua ucraina) – 3:22 (Tradizionale)

Durata totale: 56:33